# 井上智弘
井上 智弘（いのうえ ともひろ、1993年6月28日‐）は、日本の俳優、福岡県出身、株式会社ストーンプロダクション所属。
福岡県立早良高等学校、九州産業大学商学部商学科卒業。

## 人物
小学生の時劇団四季のライオンキングを見て芝居に興味を持つ。
大学卒業後就職するも1年弱で退職。福岡の芸能事務所に所属し、2016年から芸能活動開始。ドラマ、CM、舞台等に出演。
2020年に初の東京で舞台の仕事が決まり上京を決め、2021年から本格的に東京での俳優活動を開始する。

## 出演

### 映画
- 2021年　DANCING MARY ダンシング・マリー - ヤクザ 役
- 2022年　劇場版 仮面ライダーリバイス バトルファミリア - レギュラーキャスト乗務員 役
- 2023年　翔んで埼玉 〜琵琶湖より愛をこめて〜  - 民 役

### ドラマ
- 2020年　KBC 人生のメソッド 英進館編 明治産業編 - ヤクザ 役
- 2021年　テレビ朝日 機界戦隊ゼンカイジャー 36話 - 運転手 役
- 2022年　日本テレビ ムチャブリ! わたしが社長になるなんて 第3話、5話、6話 - サラリーマン 役
- 2022年　ABCテレビ 推しが武道館いってくれたら死ぬ - オタク 役
- 2022年　テレビ朝日 暴太郎戦隊ドンブラザーズ 第38話
- 2023年　フジテレビ 忍者に結婚は難しい 第9話
- 2023年　東映ビデオ ヨドンナ3 ヨドンナのバレンタイン  - サラリーマン 役
- 2023年　テレビ朝日 王様戦隊キングオージャー 第7話
- 2023年　日本テレビ あいつが上手で下手が僕で 第4話

### 舞台
- 2017年　西遊記
- 2018年　挽回博多メシ
- 2018年　たすけて青春ピンチヒッター
- 2019年　たすけて青春ピンチヒッター続編
- 2020年　贋作鬼ノ城縁起
- 2020年　氷輪の如く
- 2021年　氷輪の如く続編
- 2021年　マクベス
- 2022年　ルームシェアの恩人

### MV
- 2022年　シンガーソングライター江口侑　「ありのままの君が好き」 - 彼氏 役

### CM
- 2017年　日産 - エキストラ
- 2018年　にがり PR動画 - メインキャスト
- 2018年　筑水キャニコム - メインキャスト
- 2019年　ミクニ - メインキャスト
- 2019年　TNC PR動画 - エキストラ
- 2020年　NTT西日本 - エキストラ